# Nordre älvs estuarium
Nordre älvs estuarium este o arie protejată (arie specială de conservare — SAC, sit de importanță comunitară — SCI, arie de protecție specială avifaunistică — SPA) din Suedia întinsă pe o suprafață de 7.085,3 ha, integral pe uscat.

## Localizare
Centrul sitului Nordre älvs estuarium este situat la coordonatele 57°47′05″N 11°44′09″E / 57.7848°N 11.7357°E.

## Înființare
Situl Nordre älvs estuarium a fost declarat sit de importanță comunitară în decembrie 1998 pentru a proteja 16 specii de animale. Alte tipuri de protecție:
- arie de protecție specială avifaunistică (în decembrie 1998)[2]
- arie specială de conservare (în martie 2011)[1][3][4]

## Biodiversitate
Situată în ecoregiunile continentală și marină Atlantică, aria protejată conține 19 habitate naturale: Faleze cu vegetație de pe coastele atlantice și baltice, Fânețe de joasă altitudine (Alopecurus pratensis, Sanguisorba officinalis), Salicornia și alte specii anuale care populează regiunile mlăștinoase și nisipoase, Pășuni din zone de pădure fino-scandinave, Recifuri, Golfuri mici largi și golfuri puțin adânci, Păduri acidofile de stejar bătrân cu Quercus robur pe câmpii nisipoase, Estuare, Pășuni atlantice udate de apa mării (Glauco-Puccinellietalia maritimae), Pajiști cu Molinia pe soluri calcaroase, turboase sau argilos-nămoloase (Molinion caeruleae), Formațiuni ierboase bogate în specii de Nardus, dezvoltate pe substraturi silicioase în zone montane (și în zone submontane, în Europa continentală), Pajiști fino-scandinave uscate până la mezice, bogate în specii de altitudine mică, Păduri de stejar sau de stejar și carpen sub-atlantice și medio-europene de Carpinion betuli, Vegetație anuală la limita mareei, Pante stâncoase silicioase cu vegetație casmofită, Roci stâncoase cu vegetație pionieră de Sedo-Scleranthion sau Sedo albi-Veronicion dillenii, Pajiști uscate europene, Terase mlăștinoase și terase nisipoase neacoperite de apă la reflux, Pajiști umede nord-atlantice cu Erica tetralix.
La baza desemnării sitului se află mai multe specii protejate:
- păsări (13): erete de stuf (Circus aeruginosus), erete vânăt (Circus cyaneus), lebădă de iarnă (Cygnus cygnus), vânturel roșu (Falco tinnunculus), Gallinago media, becațină mică (Lymnocryptes minimus), ferestraș mic (Mergus albellus), codobatura galbenă (Motacilla flava), pițigoi de stuf (Panurus biarmicus), bătăuș (Philomachus pugnax), cresteț pestriț (Porzana porzana), lup de mare mic (Stercorarius parasiticus), chiră de baltă (Sterna hirundo)
- mamifere (1): focă obișnuită (Phoca vitulina)
- pești (2): avat (Aspius aspius), somonul (Salmo salar)